# Johnny Douglas
John William Henry Tyler Douglas, detto Johnny (Stoke Newington, 3 settembre 1882 – 19 dicembre 1930), è stato un pugile e crickettista britannico.
Ha vinto la medaglia d'oro olimpiche nel pugilato alle Olimpiadi 1908 svoltesi a Londra nella categoria pesi medi.
Per quanto riguarda la sua carriera nel cricket, ha debuttato con l'Essex nel 1901. Nel periodo 1903-1904 ha giocato per il London County, prima di ritornare all'Essex, dove è rimasto fino al 1928.
Ha giocato in nazionale dal 1911 al 1925.
È deceduto in Danimarca durante un incidente navale all'età di 48 anni.